# Cece
Cece je velká obec v Maďarsku v župě Fejér, spadající pod okres Sárbogárd. Nachází se asi 7 km jihozápadně od Sárbogárdu. V roce 2015 zde žilo 2 589 obyvatel, z nichž jsou 87,6 % Maďaři, 3,6 % Romové, 0,3 % Němci a 0,2 % Srbové.
Blízko Cece prochází řeka Sió. Sousedními vesnicemi jsou Alap, Alsószentiván, Németkér, Sáregres a Vajta, sousedními městy Sárbogárd a Simontornya.